# Leonid Fёdorovič Bykov
Leonid Fёdorovič Bykov (12 dicembre 1928 – 11 aprile 1979) è stato un attore e regista sovietico.

## Filmografia parziale

### Regista
- Zajčik (1964)
- Gde vy, rycari? (1971)
- V boj idut odni stariki (1973)